# دیور و من
دیور و من (انگلیسی: Dior and I) یک فیلم در ژانر مستند محصول فرانسه است که در سال ۲۰۱۴ منتشر شد. این فیلم در تاریخ ۱۷ آوریل ۲۰۱۴ در جشنواره فیلم ترایبکا به نمایش درآمد و در ۱۰ آوریل ۲۰۱۵ در ایالات متحده آمریکا به‌صورت گسترده اکران شد.

## بازیگران
- جنیفر لارنس
- ماریون کوتیار
- شارون استون
- آنا وینتور
- ایزابل هوپر
- دناتلا ورساچه
- هاروی واینستین